# Biguglia
Biguglia (in corso Biguglia) è un comune francese di 7 923 abitanti situato nel dipartimento dell'Alta Corsica nella regione della Corsica.

## Geografia
Situata a 5 km a sud di Bastia, sorge alle pendici delle montagne orientali. Nella pianura costiera sottostante si estende lo stagno di Biguglia, il più grande lago dell'isola che, più propriamente, deve definirsi una laguna litoranea, separata dal Mar Tirreno da un cordone sabbioso.

## Storia
Succedette a Mariana come principale centro urbano della Corsica. Dal 1000 al 1300 fu capoluogo dei governatori pisani. Passata la Corsica in mano della Repubblica di Genova, mantenne il suo status di centro amministrativo. La sua conquista nel 1373 da parte del conte Arrigo della Rocca, spinse il governatore genovese Leonello Lomellini a fondare nelle vicinanze una nuova città fortificata, chiamata Bastia, che fungesse da nuovo capoluogo.

## Società

### Evoluzione demografica
Abitanti censiti

## Infrastrutture e trasporti
Il territorio comunale è attraversato dalla ferrovia a scartamento ridotto Bastia – Ajaccio. Oltre alla stazione omonima sono presenti alcune fermate: Ceppe, Casatorra e Tragone.